# جمهوری شوروی سوسیالیستی استونی
جمهوری سوسیالیستی استونی شوروی یا استونی شوروی، یکی از ۱۵ جمهوری تشکیل‌دهندهٔ اتحاد جماهیر شوروی بود.
این جمهوری، در ۱۷ ژوئن ۱۹۴۰، پس از اشغال کشور استونی توسط ارتش اتحاد جماهیر شوروی و ضمیمه‌شدن آن به خاک شوروی تشکیل شد. بین سال‌های ۱۹۴۱ تا ۱۹۴۴ و در طی جنگ جهانی دوم، این جمهوری توسط ارتش آلمان اشغال شد. اما پس از عقب‌نشینی آلمان‌ها، دوباره تحت سلطهٔ اتحاد جماهیر شوروی قرار گرفت.
کشور استونی، در ۲۰ اوت ۱۹۹۱ و در آستانهٔ فروپاشی اتحاد جماهیر شوروی، دوباره استقلال خود را بدست آورد. اولین شلوغی‌ها برای جدایی از شوروی در این کشور صورت گرفت و در نقاطی نیروهای شوروی از مسکو راهی استونی شدن و مردم را با تانک زیر میگرفتن، آنها استقلال کامل نمی‌خواست و میخواستن فقط از نظر اقتصادی استقلال داشته باشد و هنوز بخشی از شوروی باشده. امریکا هنگام شلوغی‌های استونی از آن حمایت مالی می‌کرد ولی بعد از جدایی حمایت خود را قطع کرد و استونی ار نظر اقتصادی ورشکست شد